# Biograd Boat Show
Biograd Boat Show međunarodni je nautički sajam koji se održava u listopadu u Marini Kornati u Biogradu na Moru. Osnovan je 1999. godine te predstavlja najveći nautički sajam u Hrvatskoj i Srednjoj Europi. Sajam je član Međunarodne udruge organizatora nautičkih sajmova (IFBSO), koja okuplja 36 svjetskih nautičkih sajmova.

## Lokacija i infrastruktura
Manifestacija se održava u Marini Kornati, trećoj najvećoj marini u Hrvatskoj, s proširenjem na Gradsku luku Biograd te putničku i ribarsku luku. Ukupna površina sajamskog prostora iznosi 50.000 četvornih metara.

## Sadržaj sajma
Sajam objedinjuje pet specijaliziranih događanja:
- Biograd Boat Show - glavni izložbeni dio
- Biograd B2B - poslovni sajam
- HGK Dani hrvatske nautike - kongresni sajam
- Croatia Charter Expo - charter sajam
- Croatia Luxury and Adventure Travel Show

## Izložbeni program
Na sajmu sudjeluje preko 450 domaćih i međunarodnih izlagača. Izložbeni program obuhvaća: oko 500 plovila, 25 premijernih plovila, katamarane, motorne jahte, luksuzne automobile i ostale slične proizvode.

## Značaj
Sajam predstavlja središnje mjesto susreta proizvođača, trgovaca i zaljubljenika u plovidbu. Doprinosi razvoju nautičke industrije i turizma kroz povezivanje ključnih dionika sektora. Posebnu pozornost privlači izložba katamarana u Gradskoj luci Biograd, kao i premijerna predstavljanja novih plovila, među kojima se ističe koncept električnog plovila Monomaran sa solarnim pločama.